# Simone Colombo
Simone Colombo (Milaan, 28 augustus 1963) is een voormalig professioneel tennisser uit Italië. Hij won zes ATP-titels in zijn carrière, waarvan vijf in het dubbelspel.

## Palmares
| Legenda                       | Legenda               |
| ----------------------------- | --------------------- |
| Grand Slam                    |                       |
| Olympische Spelen             |                       |
| tot 2009                      | vanaf 2009            |
| Tennis Masters Cup            | ATP Finals            |
| ATP Masters Series            | ATP Tour Masters 1000 |
| ATP International Series Gold | ATP Tour 500          |
| ATP International Series      | ATP Tour 250          |

### Enkelspel
| Nr.                  | Datum            | Toernooi          | Ondergrond | Tegenstander in finale | Score         | Details |
| -------------------- | ---------------- | ----------------- | ---------- | ---------------------- | ------------- | ------- |
| Gewonnen finales     |                  |                   |            |                        |               |         |
| 1.                   | 11 augustus 1986 | ATP Saint-Vincent | Gravel     | Paul McNamee           | 2–6, 6–3, 7–6 | Details |
| Gewonnen challengers |                  |                   |            |                        |               |         |
| 1.                   | 20 april 1986    | Parioli           | Gravel     | Jorgen Windahl         | 6-4, 6-2      |         |
| 2.                   | 27 juli 1986     | Neu Ulm           | Gravel     | Gilad Bloom            | 6-7, 6-4, 6-1 |         |
| 3.                   | 11 juni 1989     | Modena            | Gravel     | Nevio Devide           | 4-6, 6-3, 6-0 |         |

### Dubbelspel
| Nr.                          | Datum             | Toernooi        | Ondergrond | Partner               | Tegenstanders in finale               | Score         | Details |
| ---------------------------- | ----------------- | --------------- | ---------- | --------------------- | ------------------------------------- | ------------- | ------- |
| Gewonnen finales herendubbel |                   |                 |            |                       |                                       |               |         |
| 1.                           | 16 juni 1985      | ATP Bologna (1) | Gravel     | Paolo Canè            | Jordi Arrese Alberto Tous             | 7–5, 6–4      | Details |
| 2.                           | 15 juni 1986      | ATP Bologna (2) | Gravel     | Paolo Canè            | Claudio Panatta Blaine Willenborg     | 6–1, 6–2      | Details |
| 3.                           | 5 oktober 1986    | ATP Palermo     | Gravel     | Paolo Canè            | Claudio Mezzadri Gianni Ocleppo       | 7–5, 6–3      | Details |
| 4.                           | 19 juni 1989      | ATP Bari        | Gravel     | Claudio Mezzadri      | Sergio Casal Javier Sánchez           | 0–6, 6–3, 6–3 | Details |
| 5.                           | 21 augustus 1989  | ATP San Marino  | Gravel     | Claudio Mezzadri      | Pablo Albano Gustavo Luza             | 6–4, 6–1      | Details |
| Verloren finales herendubbel |                   |                 |            |                       |                                       |               |         |
| 1.                           | 25 september 1988 | ATP Bari        | Gravel     | Francesco Cancellotti | Thomas Muster Claudio Panatta         | 3-6, 1-6      | Details |
| Gewonnen finales challengers |                   |                 |            |                       |                                       |               |         |
| 1.                           | 18 april 1983     | Bari            | Gravel     | Luca Battazzi         | Mario Calautti Bruce Derlin           | 6-2, 3-6, 6-3 |         |
| 2.                           | 30 april 1984     | Parioli         | Gravel     | Gianni Ocieppo        | John Frawley Michiel Schapers         | 4-6, 6-4, 6-3 |         |
| 3.                           | 20 april 1986     | Parioli         | Gravel     | Paolo Cane            | Stephan Medem Dominik Guido Utzinger  | 6-1, 6-4      |         |
| 4.                           | 18 september 1988 | Messina         | Gravel     | Nevio Devide          | Ugo Colombini Carlos Di Laura         | 6-4, 6-4      |         |
| 5.                           | 11 juni 1989      | Modena          | Gravel     | Nevio Devide          | Corrado Aprilli Massimiliano Narducci | 3-6, 6-1, 7-6 |         |
| 6.                           | 15 juli 1990      | Neu Ulm         | Gravel     | Massimo Ciero         | George Cosac Vojtech Flegl            | 0-6, 6-2, 6-1 |         |

## Prestatietabel
| Legenda | Legenda                          |
| ------- | -------------------------------- |
| g.t.    | geen toernooi gehouden           |
| l.c.    | lagere categorie                 |
| –       | niet deelgenomen                 |
| G       | uitgeschakeld in de groepsfase   |
| 1R      | uitgeschakeld in de eerste ronde |
| 2R      | uitgeschakeld in de tweede ronde |
| 3R      | uitgeschakeld in de derde ronde  |
| 4R      | uitgeschakeld in de vierde ronde |
| KF      | uitgeschakeld in de kwartfinale  |
| HF      | uitgeschakeld in de halve finale |
| F       | de finale verloren               |
| W       | het toernooi gewonnen            |
| w-v     | winst/verlies-balans             |

### Prestatietabel grand slam, enkelspel
| Toernooi        | 1984 | 1985 | 1986 | 1987 |
| --------------- | ---- | ---- | ---- | ---- |
| Australian Open | –    | –    | –    | –    |
| Roland Garros   | –    | –    | –    | 1R   |
| Wimbledon       | 1R   | –    | –    | 1R   |
| US Open         | 2R   | –    | –    | 1R   |

### Prestatietabel grand slam, dubbelspel
| Toernooi        | 1984 | 1985 | 1986 | 1987 | 1988 | 1989 | 1990 |
| --------------- | ---- | ---- | ---- | ---- | ---- | ---- | ---- |
| Australian Open | –    | –    | –    | –    | –    | –    | –    |
| Roland Garros   | 1R   | 1R   | 2R   | 1R   | 1R   | –    | –    |
| Wimbledon       | 1R   | –    | –    | 1R   | –    | –    | 1R   |
| US Open         | 1R   | –    | –    | 1R   | –    | –    | –    |